# Robert Kuczyński
Robert Kuczyński (ur. 17 kwietnia 1966 w Jeleniej Górze) – polski szachista, arcymistrz od 1993 roku.

## Kariera szachowa
Dwukrotnie zdobył tytuł mistrza Polski juniorów: w 1980 w Chełmnie (w kategorii do 17 lat) oraz w 1985 we Wrocławiu (do 20 lat). Oprócz tego, w 1983 r. w Katowicach zajął II miejsce (za Leszkiem Węglarzem) w kategorii do 17 lat. W latach 1985–2001 szesnastokrotnie uczestniczył w finałach mistrzostw Polski. W 1987 r. zdobył tytuł indywidualnego mistrza kraju, poza tym dwukrotnie (1988, 1989) – medale srebrne, jak również dwukrotnie (1986, 1993) – medale brązowe. 
Wielokrotnie reprezentował Polskę w rozgrywkach drużynowych, m.in.:
- sześciokrotnie na olimpiadach szachowych (w latach 1986, 1988, 1990, 1992, 1994, 1996); medalista: indywidualnie – brązowy (1986 – na V szachownicy)[1],
- dwukrotnie na drużynowych mistrzostwach Europy (w latach 1989, 1992); medalista: indywidualnie – brązowy (1992 – na II szachownicy)[2],
- dwukrotnie na turniejach o Puchar Nordycki (Nordic Cup) (w latach 1985, 1987); dwukrotny medalista: wspólnie z drużyną – srebrny (1987 – na II szachownicy) i brązowy (1985 – na VI szachownicy)[3].

W 1986 osiągnął duży sukces, zwyciężając w turnieju młodych mistrzów w Oakham (przed m.in. Viswanathanem Anandem). W 1988 był drugi w Genewie (turniej B), natomiast w 1991 podzielił II miejsce (wraz z Olegiem Romaniszynem, a za Joelem Lautierem) w memoriale Akiby Rubinsteina w Polanicy-Zdroju. W 1994 zwyciężył w kołowym turnieju w Legnicy, w 1996 zajął II miejsce (za Andrijem Maksymenką) w Schöneck/Vogtl. (turniej B), natomiast w 1999 podzielił I  miejsce w otwartym turnieju w Görlitz, a w 2001 był drugi w Essen.
Trzykrotnie (styczeń 1987 – wraz z Włodzimierzem Schmidtem, styczeń 1988, styczeń 1992) był liderem polskich szachistów na listach rankingowych FIDE.
Najwyższy ranking w karierze osiągnął 1 lipca 1992 r., z wynikiem 2525 punktów zajmował wówczas 2. miejsce (za Aleksandrem Wojtkiewiczem) wśród polskich szachistów.